# Gamepad

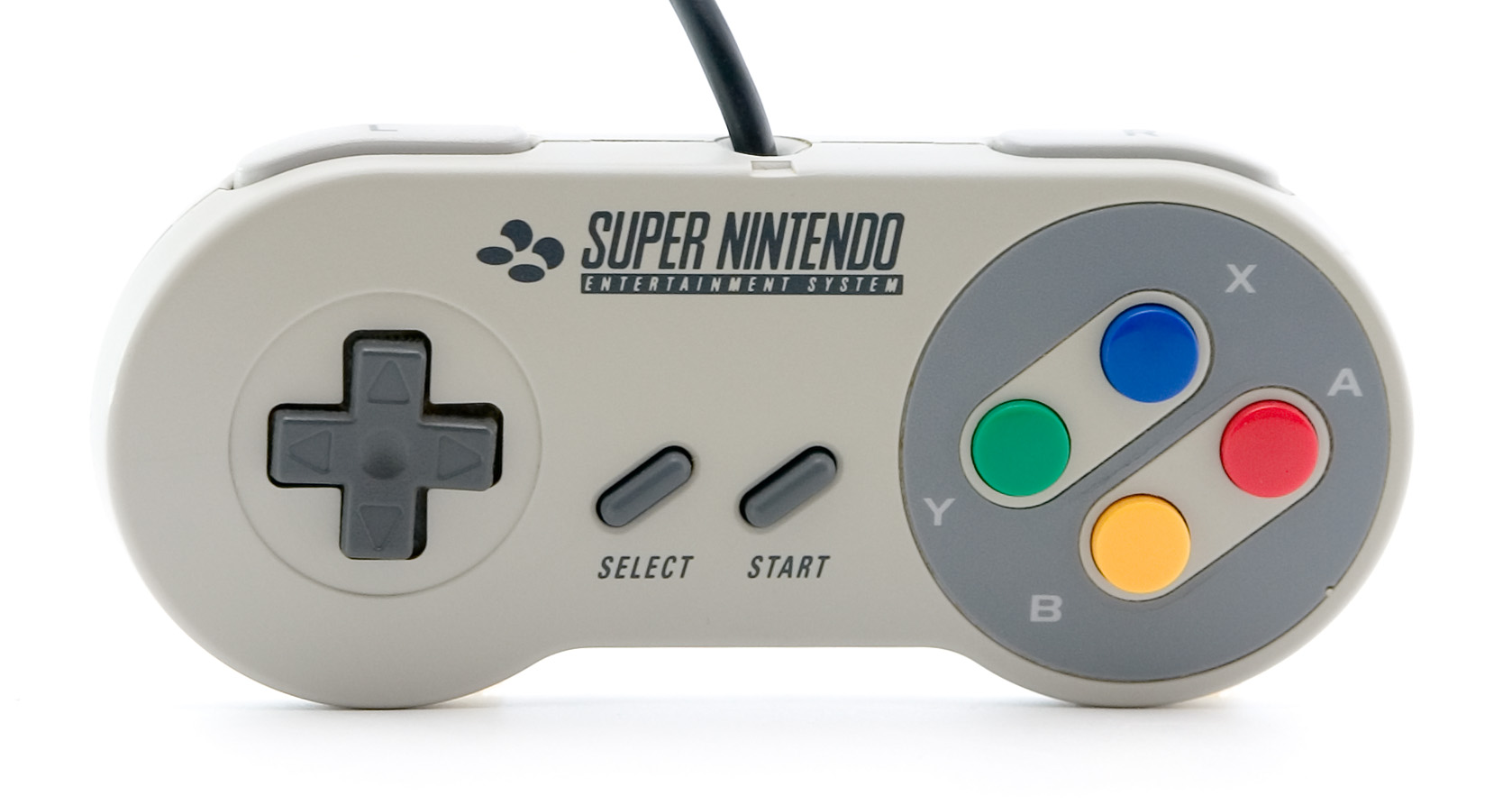
Tay của đầu điện tử bốn nút

Gamepad, joypad hoặc control pad là một thiết bị ngoại vi dùng để chơi điện tử thay cho bàn phím và chuột. Tuỳ vào loại tay mà số nút cũng như tên các nút trên tay thay đổi. Tay của PlayStation 3 thì có bốn nút X, O, tam giác, vuông, tương ứng với bốn nút trên tay của Xbox 360 là A, B, X, Y.

## Truyền thống
Tay có một vai trò quan trọng trong việc đặt tên đầu điện tử. Tên của đầu điện tử được gọi theo số lượng nút bấm trên tay. Ví dụ như Nintendo Entertainment System thì được gọi là đầu điện tử bốn nút do tay có bốn nút, còn Sega Mega Drive thì được gọi là đầu điện tử sáu nút do trên tay có sáu nút.